# Robert Alfred Ernest Greenshields
Robert Alfred Ernest Greenshields, né le 2 février 1861 à Danville dans le Bas-Canada et mort le 28 septembre 1942, est un juriste canadien. Il fit ses études de droit à l'Université McGill à Montréal d'où il sortit diplômé en 1885. Admis au Barreau de la province de Québec la même année, il pratiqua le droit à Montréal pendant une quinzaine d'années avant d'être nommé juge puîné à la Cour supérieure du Québec. Il en fut le juge en chef de 1933 jusqu'à son décès survenu en 1942 à l'âge de 81 ans.